# Pascal Maurin
 (mai 2015).
Si vous disposez d'ouvrages ou d'articles de référence ou si vous connaissez des sites web de qualité traitant du thème abordé ici, merci de compléter l'article en donnant les références utiles à sa vérifiabilité et en les liant à la section « Notes et références ».
Pascal Maurin, né le 8 novembre 1969, est un joueur de rugby à XV français qui évolue au poste de talonneur. Il a évolué au sein de l'effectif du club français de la Section paloise.

## Carrière de joueur

### En club
- Section paloise (1990-2000)

## Palmarès

### En club
- Coupe de France : 1997
- Bouclier européen (Actuel Challenge Européen): 2000
  - Finaliste du challenge Yves du Manoir : 1996
  - Finaliste de la Coupe André Moga en 1995
- Demi-finaliste de la Coupe d'Europe de rugby 1997-1998
- Demi-finaliste du Championnat de France de rugby à XV 1995-96